# Daung Kyun
Daung Kyun (o simplemente Isla Daung, antes Isla Ross) es el nombre de una isla en el archipiélago de Mergui, en el mar de Andamán al sur de Birmania (Myanmar). Su superficie es de 110 km², y se eleva hasta 167 metros sobre el nivel del mar. Administrativamente es parte de la región de Tanintharyi frente a la costa occidental de la península de Malaca.
Al noroeste de su territorio se encuentra la isla Thayawthadangyi Kyun, y al noreste la de Kadan Kyun.